# بيل مايرز
بيل مايرز (بالإنجليزية: Bill Myers)‏ هو مخرج أمريكي، ولد في 9 سبتمبر 1953.

## وصلات خارجية
- بيل مايرز على موقع IMDb (الإنجليزية)
- بيل مايرز على موقع أول موفي (الإنجليزية)
- بيل مايرز على موقع قاعدة بيانات الفيلم (الإنجليزية)
- بيل مايرز على موقع كينوبويسك (الروسية)